# Santo António (São Filipe)
Santo António es una localidad caboverdiana del municipio de São Filipe.

## Geografía
La localidad está situada en la isla Fogo.

## Organización territorial
La localidad abarca los lugares y barrios de:
- Achada Malva
- Baldaia
- Galindo
- Ligeirão
- Lugarinho
- Miguel Correia
- Nossa Senhora da Luz
- Pachangue
- Pé de Monte
- Pombal
- Ribeira Grande
- Rui Pereira
- Santa Cruz
- Santo António
- Tambarina Nha Loba